# Nico Stahlberg
Nico Stahlberg, född 15 november 1991, är en schweizisk roddare.
Stahlberg tävlade för Schweiz vid olympiska sommarspelen 2012 i London, där han slutade på 12:e plats i scullerfyra.
Vid olympiska sommarspelen 2016 i Rio de Janeiro slutade Stahlberg på 7:e plats i scullerfyra. Övriga i roddarlaget var Augustin Maillefer, Roman Röösli och Barnabé Delarze.